# Falsa conciencia

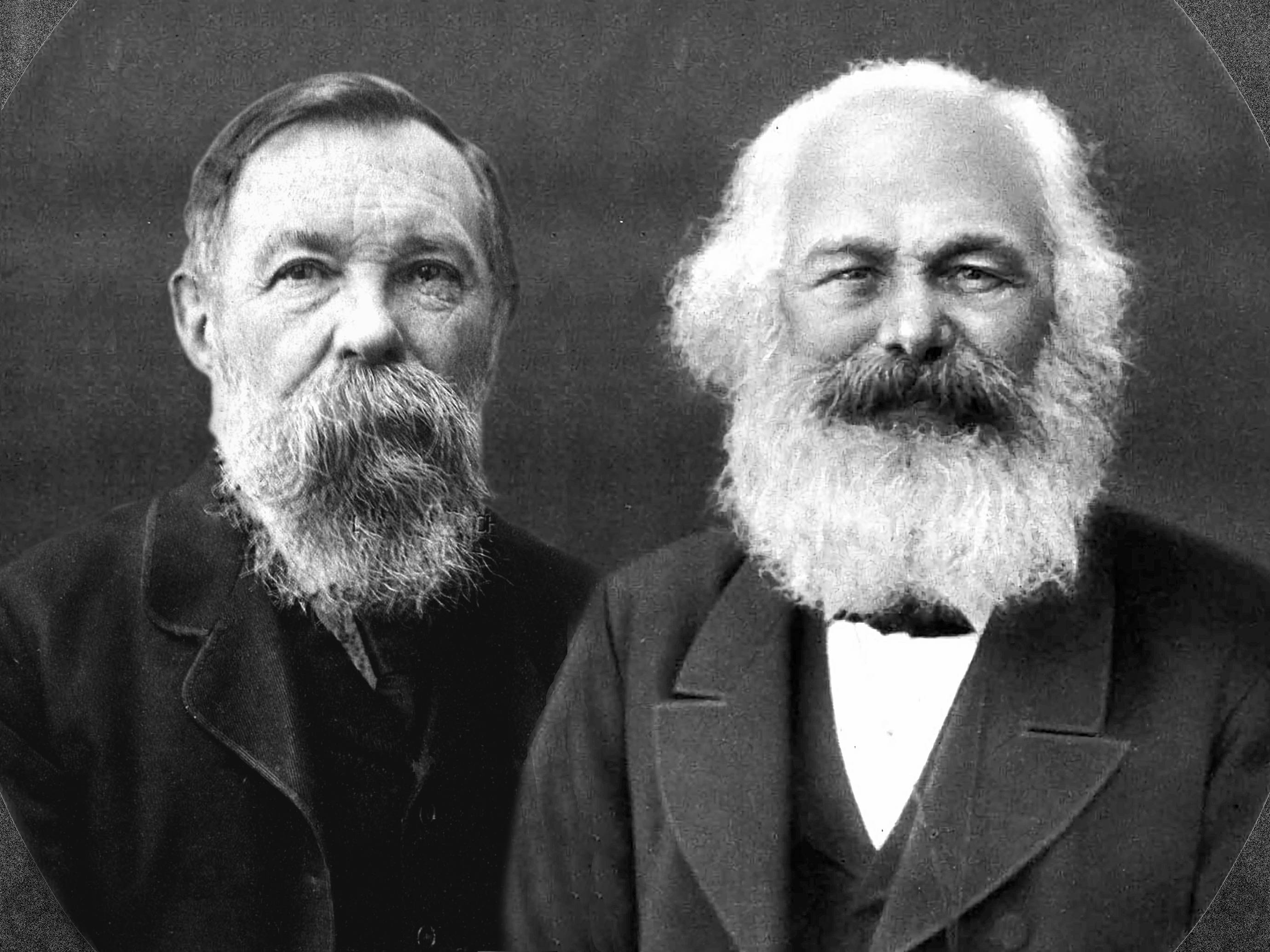
Montaje fotográfico de Friedrich Engels y Karl Marx.

En el lenguaje de los autores vinculados con la sociología marxista, se denomina falsa conciencia a las concepciones e ideas de los individuos que no corresponden –o directamente entran en contradicción– con sus condiciones materiales de existencia. Esto, además de no ofrecer una visión fiable de la realidad, dificulta conocer la verdad.
Karl Marx –quien en realidad jamás utilizó el término «falsa conciencia» en su obra– enfatizó que los mecanismos ideológicos son parte del funcionamiento de una sociedad de clases, ya que contribuyen a ocultar a sus miembros cuáles serían sus «verdaderos» intereses. Frente a este papel mistificador de las formas mentales de las clases dominantes (que se imponen como «sentido común») fue que afirmó que «es el ser social el que determina la conciencia, no la conciencia la que determina el ser social». Con esta afirmación Marx buscaba desnudar la relación que existe entre las formas sociales de vida –es decir, las relaciones de clase– y sus formas mentales y culturales –la «conciencia»–.
Friedrich Engels utilizó el término "conciencia falsa" en una carta de 1893 a Franz Mehring para abordar el escenario en el que una clase subordinada encarna voluntariamente la ideología de la clase dominante. Engels califica esta conciencia de "falsa" porque la clase se está afirmando hacia metas que no la benefician. La "conciencia", en este contexto, refleja la capacidad de una clase para identificar políticamente y hacer valer su voluntad. La clase subordinada es consciente: juega un papel importante en la sociedad y puede hacer valer su voluntad por estar suficientemente unificada en ideas y acciones.
El fenómeno de la falsa conciencia como un producto de la alienación. Si la actividad social de los individuos es alienada (no se corresponde con sus necesidades y deseos), la conciencia de estos individuos también lo será. La falsa conciencia de los trabajadores asalariados, entonces, se explica por su existencia social como clase dominada.
Georg Lukács en Historia y conciencia de clase diferenció entre la "conciencia psicológica", inmediata de los trabajadores; y la "verdadera conciencia de clase o conciencia atribuida". La conciencia psicológica de los individuos que forman la clase es una “falsa conciencia”; es el conjunto de “los pensamientos empíricos efectivos, psicológicamente descriptibles y explicables que los hombres se forman de su situación vital”. Un ejemplo de falsa conciencia es la adopción de la ideología burguesa por un trabajador asalariado. Esto también puede expresarse diciendo que ese trabajador carece de conciencia de clase, ya que adopta una visión del mundo que no concuerda con sus intereses individuales y de clase, sino con los intereses de clase de la burguesía. La conciencia atribuida "es la que tendría una clase dada en una situación vital determinada, si fuera capaz de captar perfectamente esta situación desde el punto de vista de su interés de clase; es el conocimiento adecuado de la totalidad social desde un punto de vista de clase [...] la conciencia atribuida (posible) se apoya en una resistencia real, en la resistencia inherente del proletariado, lo que constituye la base material de la conciencia histórica".